# Archäologisches Museum Piräus

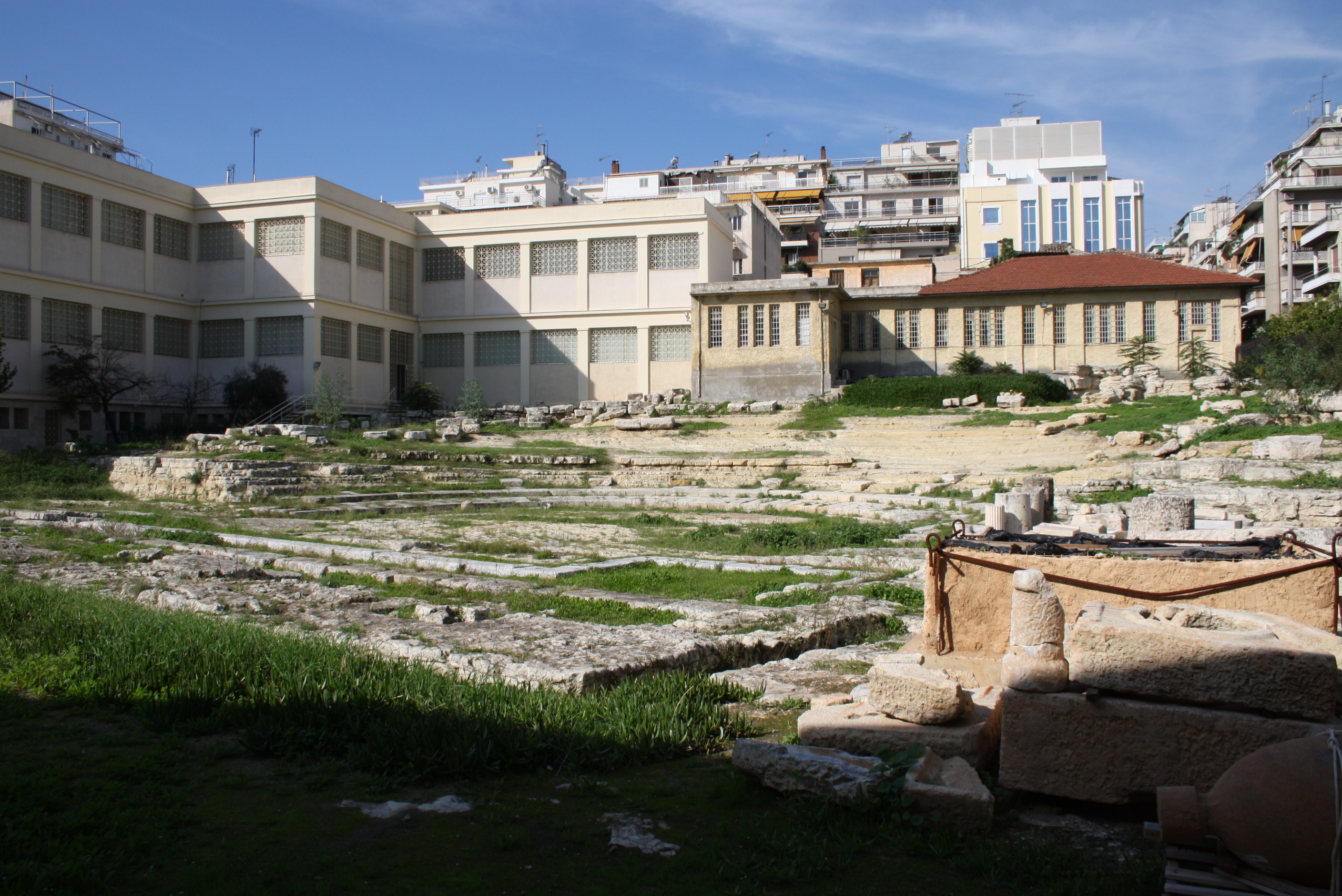
Theater von Zea mit dem alten und neuen Museumsgebäude von der Charilaou-Trikoupi-Straße aus gesehen

Das Archäologische Museum Piräus (griechisch Αρχαιολογικό Μουσείο Πειραιά Archeologiko Mousio Pirea) ist ein Museum in der griechischen Hafenstadt Piräus.

## Geschichte
Das Museum ging aus einer Sammlung von Funden aus Ausgrabungen im antiken Piräus und von Hobbyarchäologen zusammengetragenen Zufallsfunden aus der Umgebung hervor, die anfangs in einer Schule ausgestellt war. 1935 wurde das erste archäologische Museum in Piräus gegründet. Es befand sich unmittelbar neben dem antiken Theater von Zea. Die Sammlung wuchs stetig, und so wurde ab 1966 ein neues, größeres Museumsgebäude geplant, das neben dem alten Gebäude liegt und eine Verbindung zu ihm besitzt. Die Anlagen des Museums umschließen das antike Theater nun von drei Seiten. 1981 wurde das neue Gebäude eröffnet. Die alten Museumsräume werden seitdem als Lager verwendet. Seit 2003 untersteht das Museum der 26. Ephorie für Prähistorische und Klassische Altertümer.

## Sammlung

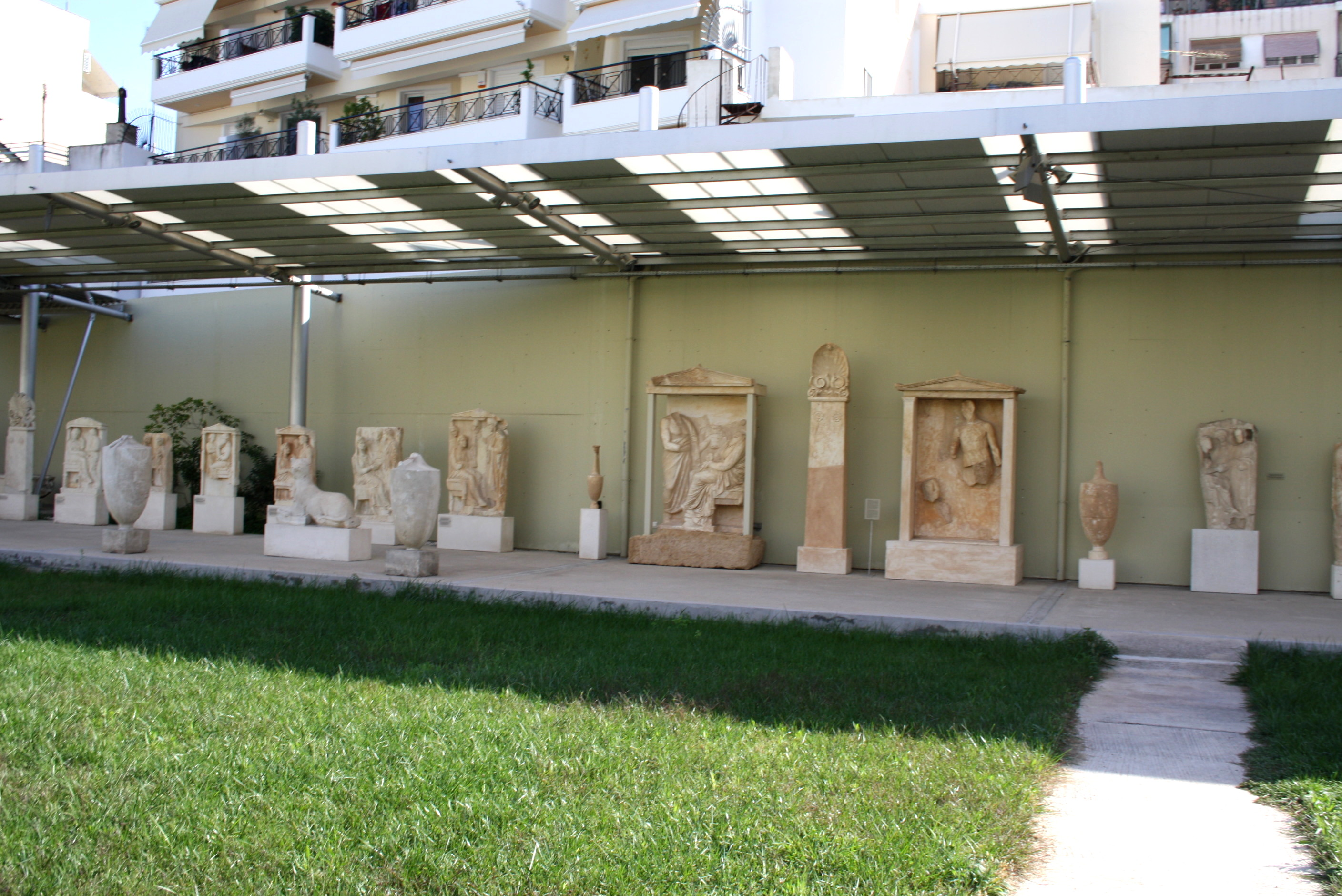
Ausstellung im Hof des Museums

Zur Sammlung des Archäologischen Museums gehören Reliefs, Skulpturen aus Bronze und Marmor sowie Keramik und Kleinfunde von der mykenischen Zeit und griechischen Antike bis in die Römische Kaiserzeit. Die meisten Ausstellungsstücke wurden in der Umgebung von Piräus gefunden.
Die Ausstellung erstreckt sich über zwei Stockwerke und den Museumshof.